# Euxoa setonia
Euxoa setonia är en fjärilsart som beskrevs av Mcdunnough 1927. Euxoa setonia ingår i släktet Euxoa och familjen nattflyn. Inga underarter finns listade i Catalogue of Life.